# Pleopeltis crassinervata
Pleopeltis crassinervata là một loài thực vật có mạch trong họ Polypodiaceae. Loài này được (Fée) T. Moore miêu tả khoa học đầu tiên năm 1862.